# Heidi.

バンドのロゴ

heidi.（ハイヂ）は、日本のヴィジュアル系ロックバンド。所属事務所はheliotrope。

## 概要
ギターのナオとベースのコースケがいた「カリメロ」とドラムスの桐がいた「ポロリ」が解散して3人が揃い、2005年3月から年末にかけてヴォーカル探しを始める。ヴォーカル探しは難航し、最終的に池袋サイバーのブッキングマネージャーであり、現寺子屋社長の寺澤に義彦を紹介してもらう。2度のセッションを経てヴォーカルに義彦が加入。このとき義彦に歌ってもらった曲は「街角慕情」である。2006年1月にheidi.を結成し、“聴いて「グッっとくる何か」を感じてほしい”というコンセプトのもとに東京を拠点に活動を開始。2010年5月にNBCユニバーサル・エンターテイメントジャパンからメジャー・デビューを果たした。バンド名自体に意味はなく、憶えやすく響きが良いところから名付けられており、テレビアニメの『アルプスの少女ハイジ』とは無関係であるとしている。

## メンバー
- Vocal:義彦（1983年10月19日生まれ、千葉県出身、AB型）
  - 新興宗教楽団NoGoDの団長と同じ音楽専門学校出身であり仲がいい[5]。陸上自衛隊への就職を蹴ってheidi.に加入した[6]。
- Guitar:ナオ（1980年8月18日生まれ、栃木県出身、O型）
- Bass:コースケ（1981年2月19日生まれ、栃木県出身、B型）
  - ギターのナオとは小学校時代からの同級生[1]。
- Drums:桐（1981年9月27日生まれ、埼玉県出身、O型）

## 来歴
2006年1月、heidi.を結成。3月より都内ライヴハウスを中心にシークレットライヴを展開。6月3日に池袋サイバーで無料ワンマン“birth・day”を開催し、会場限定シングル「夕焼けと子供/マリア」を発売。8月2日に初の流通作品・ミニアルバム『慟哭』を発売。
2007年4月25日に1stフルアルバム『渦奏』を発売しオリコンインディーズチャート3位を獲得。5月26日に渋谷O-Westでワンマンライブ“渦ノ「ナカ」”を開催し、二階席まで開放のソールドアウトになる。
2008年、5月3日・4日に味の素スタジアムで開催された「hide memorial summit」に2日目の1番手で出演し、hideの「TELL ME」をカバーした。2ndフルアルバム「イノセンス」を引っ提げ、初のワンマンツアー「Live Tour 2008“イノセンス”」を行い、6月28日に赤坂ブリッツでツアーファイナルを公演した。シングル「オレンジドラマ」を引っ提げ、2度目のワンマンツアー「Live Tour 2008“オレンジドラマ”」を行い、12月28日に渋谷C.C.Lemonホールでツアーファイナルを公演した。
2010年5月26日にNBCユニバーサル・エンターテイメントジャパンよりテレビアニメ『会長はメイド様!』エンディングテーマ「予感」でメジャー・デビュー。
2011年、2月2日リリースのシングル「月光ショータイム」が大鶴義丹監督の映画『前橋ヴィジュアル系』の主題歌に使用され、メンバーも出演を果たす。結成5年目を迎えた6月3日に東京・日本橋三井ホール公演、翌6月4日にheidi.として初めてステージに立った池袋サイバーでライヴを行う。7月1日にはアメリカのアナハイム・コンベンションセンターで開かれたイベント「AM2（エイ エム スクエア）」にゲスト出演し、初のアメリカライヴを行なった。
2012年、2月8日に初のベスト・アルバム『回想 heidi. Indies BEST』をリリースし、アルバム発売を記念した全国ツアー「heidi. BEST ALBUM RELEASE TOUR 2012 ベストなハイジ!!」（全14カ所）を開催。9月12日にアルバム『アルファ』をリリースし、11月から翌2013年2月にかけてこれまでで最多本数となる全国ツアー「heidi.LIVE TOUR 2012-2013「＋α」」（全31公演）を開催した。

## ディスコグラフィ

### シングル
|    | 発売日         | タイトル                 | 規格品番                                    | 備考                                                                                               |
| -- | -------------- | ------------------------ | ------------------------------------------- | -------------------------------------------------------------------------------------------------- |
| 1  | 2006年6月3日   | 夕焼けと子供/マリア      | SSCD-001                                    | 会場限定販売                                                                                       |
| 2  | 2006年11月15日 | クローバー               | SSCD-003                                    | インディーズチャート初登場11位 メジャーチャート178位 2000枚限定生産                                |
| 3  | 2007年10月24日 | シンクロ/ひゅるり        | MRKT-1001                                   | インディーズチャート初登場2位 メジャーチャート67位                                                 |
| 4  | 2008年2月14日  | レム                     | MRKT-1002（初回限定盤） MRKT-1003（通常盤） | インディーズチャート初登場2位 メジャーチャート44位                                                 |
| 5  | 2008年11月5日  | オレンジドラマ           | MRKT-1004（初回限定盤） MRKT-1005（通常盤） | オリコンメジャーチャート初登場41位                                                                 |
| 6  | 2009年5月20日  | 翼                       | MRKT-1006（初回限定盤） MRKT-1007（通常盤） | オリコンメジャーチャート初登場38位                                                                 |
| 7  | 2010年5月26日  | 予感                     | GNCL-0047（初回限定盤） GNCL-0048（通常盤） | オリコンチャート初登場32位 メジャー・デビュー作品 TBS系アニメ『会長はメイド様!』エンディングテーマ |
| 8  | 2010年8月25日  | ∞ループ                  | GNCL-0049（初回限定盤） GNCL-0050（通常盤） | オリコンチャート初登場48位 TBS系アニメ『会長はメイド様!』エンディングテーマ                        |
| 9  | 2011年2月2日   | 月光ショータイム         | GNCL-0051（初回限定盤） GNCL-0052（通常盤） | オリコンチャート初登場51位 映画『前橋ヴィジュアル系』主題歌                                        |
| 10 | 2012年8月22日  | 曇り空には恋模様         | MRKT-1008                                   | オリコンチャート初登場101位 テレビ東京系『解禁!暴露ナイト』エンディングテーマ                      |
| 11 | 2013年5月1日   | 流星ダイヴ               | MRKT-1009                                   | 7th Anniversary Tour「零距離回路」会場限定販売 東京MX『うたなび!』2013年6月度エンディングテーマ    |
| 12 | 2013年11月27日 | グライド                 |                                             | 配信限定シングル                                                                                   |
| 13 | 2015年4月29日  | 恋愛リマインド           | MRKT-1010                                   | |
| 14 | 2016年11月16日 | サクラアンダーグラウンド | MRKT-1011（Type-A） MRKT-1012（Type-B）     | |
| 15 | 2017年7月19日  | サンセットブルー         | MRKT-1013（TYPE-A） MRKT-1014（TYPE-B）     | |
| 16 | 2018年1月24日  | Ray                      | MRKT-1015（TYPE-A） MRKT-1016（TYPE-B）     | |
| 17 | 2019年6月3日   | HALATION                 | MRKT-1017                                   | |
| 18 | 2020年5月3日   | 玉響                     | MRKT-1018                                   | |
| 19 | 2021年3月14日  | Chapter                  |                                             | 配信限定シングル                                                                                   |
| 20 | 2021年4月11日  | 劫濁                     |                                             | 配信限定シングル                                                                                   |
| 21 | 2023年5月6日   | エゴ                     |                                             | ライブ会場・配信限定シングル                                                                       |

### ミニ・アルバム
|   | 発売日        | タイトル       | 規格品番                                     | 備考                       |
| - | ------------- | -------------- | -------------------------------------------- | -------------------------- |
| 1 | 2006年8月2日  | 慟哭           | SSCD-002（初回限定盤） SSCD-002B（2ndPress） | 2ndPress:2007年2月28日発売 |
| 2 | 2011年9月21日 | シックスセンス | MRKT-3001（初回限定盤） MRKT-3002（通常盤）  | オリコンチャート初登場84位 |

### アルバム
|   | 発売日         | タイトル   | 規格品番                                                              | 備考                                                                                       |
| - | -------------- | ---------- | --------------------------------------------------------------------- | ------------------------------------------------------------------------------------------ |
| 1 | 2007年4月25日  | 渦奏       | MRKT-5001                                                             | オリコンインディーズチャート初登場3位 メジャーチャート132位                                |
| 2 | 2008年4月30日  | イノセンス | MRKT-5002（初回限定盤） MRKT-5003（通常盤）                           | オリコンインディーズチャート初登場3位 メジャーチャート55位                                 |
| 3 | 2009年9月23日  | パノラマ   | SPRD-1043（初回限定盤） SPRD-1044（通常盤）                           | オリコンメジャーチャート初登場80位 初回盤には義彦直筆ブックレート、「翼」「ハロー!」のPV付 |
| 4 | 2010年10月6日  | 閃光メロウ | GNCL-1234（初回限定盤A） GNCL-1235（初回限定盤B） GNCL-1236（通常盤） | オリコンメジャーチャート初登場41位 メジャーデビューアルバム 3タイプ同時発売                |
| 5 | 2012年9月12日  | アルファ   | MRKT-5006                                                             | オリコンメジャーチャート初登場138位                                                        |
| 6 | 2014年5月14日  | ヒューマン | MRKT-5007                                                             |                                                                                            |
| 7 | 2016年12月28日 | 邂逅       | MRKT-5010（Type A） MRKT-5011（Type B）                               |                                                                                            |
| 8 | 2018年8月18日  | ケセラセラ | MRKT-5012（Type A） MRKT-5013（Type B）                               |                                                                                            |
| 9 | 2019年10月23日 | 標本       | MRKT-5014（Type A） MRKT-5015（Type B）                               |                                                                                            |

### ライブ・アルバム
|   | 発売日        | タイトル                                        | 規格品番  | 備考   |
| - | ------------- | ----------------------------------------------- | --------- | ------ |
| 1 | 2010年3月10日 | Live Tour 2009[パノラマ]@Shibuya C.C.Lemon Hall | SPRD-1046 | CD+DVD |

### ベスト・アルバム
|   | 発売日       | タイトル                        | 規格品番                                    | 備考                                              |
| - | ------------ | ------------------------------- | ------------------------------------------- | ------------------------------------------------- |
| 1 | 2012年2月8日 | 回想 heidi.Indies BEST          | MRKT-5004（初回限定盤） MRKT-5005（通常版） | オリコンチャート初登場63位 初回盤、通常盤同時発売 |
| 2 | 2016年6月8日 | 回奏-heidi. the best 2006-2016- | MRKT-5009                                   |                                                   |
| 3 | 2021年7月7日 | heidi.chronicle -2006～2021-    | MRKT-5016（TYPE-A） MRKT-5017（TYPE-B）     |                                                   |

### 参加作品
| 発売日         | タイトル                                  | 規格品番   | 収録曲                    |
| -------------- | ----------------------------------------- | ---------- | ------------------------- |
| 2006年9月8日   | SHOCK WAVE CD edition.6                   | SWCD-007   | 2.儚花                    |
| 2006年10月10日 | Shock Edge 2006                           | SWCD-2006  | 5.白昼夢                  |
| 2007年2月21日  | CANNON BALL VOL.3                         | VPCC-84436 | 8.絶哀浪漫唄 9.潰れた果実 |
| 2011年1月26日  | CRUSH! -90's V-Rock best hit cover songs- | UPCH-20221 | 1.ピンク スパイダー       |
| 2012年8月1日   | V-ANIME ROCKS!                            | TKCA-73796 | 7.DAYS                    |
| 2013年7月3日   | hide TRIBUTE II Visual SPIRITS            | TKCA-73924 | 1.TELL ME                 |